# 贾天增
贾天增（1944年11月—），男，湖北枣阳人，中华人民共和国政治人物，高级经济师。曾任湖北省人大常委会副主任，湖北省人民政府副省长，第八届全国人大代表。

## 生平
1963年9月至1967年7月，在华中师范学院学习。1968年7月至1975年8月，在钟祥县南湖原种场中学、枣阳一中任教。1971年8月加入中国共产党。
1975年8月至1988年1月，在中共枣阳县委工作。1988年1月至1991年5月，任中共枣阳市委书记。1991年5月至1996年3月，历任中共襄樊市委副书记、代市长、市长。1996年3月至1996年4月任黄冈地委书记。1996年4月至1998年3月，历任中共黄冈市委书记、市人大常委会主任。1998年3月至2003年1月，历任湖北省人民政府秘书长、副省长。2003年1月至2008年1月，任湖北省人大常委会副主任。
退休后利用业余时间从事绘画。现任湖北省老年书画研究会会长。2009年10月在香港出版《贾天增画集》。

## 出版物
- 贾天增 (编). . 武汉: 湖北教育出版社. 2007.
- 贾天增 (编). . 北京: 人民日报出版社. 1995. ISBN 9787800027413.